# 854 Frostia
Frostia (asteroide 854) é um asteroide da cintura principal, a 1,9563524 UA. Possui uma excentricidade de 0,1738581 e um período orbital de 1 331 dias (3,65 anos).
Frostia tem uma velocidade orbital média de 19,35514924 km/s e uma inclinação de 6,09153º.
Esse asteróide foi descoberto em 3 de Abril de 1916 por Sergei Belyavsky.